# Somatogyrus obtusus
Somatogyrus obtusus är en snäckart som beskrevs av Walker 1904. Somatogyrus obtusus ingår i släktet Somatogyrus och familjen tusensnäckor. IUCN kategoriserar arten globalt som otillräckligt studerad. Inga underarter finns listade i Catalogue of Life.